# Jan Rutkowski (konserwator dzieł sztuki)
Jan Rutkowski (ur. 10 maja 1881 w Miechowicach, zm. 17 marca 1940 w Warszawie) – konserwator dzieł sztuki, artysta malarz, profesor.

## Życiorys
Syn Michała i Katarzyny ze Skibińskich. Praktykę artystyczną podjął w pracowni wybitnego berlińskiego konserwatora dzieł sztuki, Aloisa Hausera. Po odbyciu berlińskiej praktyki w 1903 podjął dalszą naukę w drezdeńskiej Królewskiej Saskiej Szkole Rzemiosł Artystycznych (Königlich Sächsische Kunstgewerbeschule), którą w 1905 ukończył otrzymując dyplom z wyróżnieniem. Następnie studiował w pracowni prof. Donadiniego, oraz w szkole rysunku Halm w Monachium. W 1909 wyjechał do Paryża, kopiując tam wybitne dzieła malarskie. 
Po powrocie do kraju, gdy Polska odzyskała niepodległość, został kierownikiem pracowni konserwatorskiej Muzeum Wielkopolskiego w Poznaniu, gdzie też wykładał w Państwowej Szkole Sztuki Zdobniczej. W 1922 powierzono mu kierownictwo Pracowni Konserwacji Obrazów na Zamku Królewskim w Warszawie, mianując jednocześnie radcą Dyrekcji Państwowych Zbiorów Sztuki. W 1927 napisał (wspólnie z W. St. Turczyńskim) i opublikował m.in. pracę Konserwacja Cudownego Obrazu Matki Boskiej Częstochowskiej 1925–1926, będącą prekursorską dokumentacją konserwatorską. W 1931, w uznaniu zasług na polu sztuki sakralnej, papież Pius XI nadał mu tytuł Cameriere Onorario di Spada e Cappa. 
Do wybuchu wojny w 1939 realizował swe zadania, mając pod opieką obrazy znajdujące się w zamkowej kolekcji, a także w Łazienkach i galerii w Wilanowie. Konserwował ponadto dzieła tej rangi co: Ołtarz Wita Stwosza, obrazy MB Częstochowskiej i MB Ostrobramskiej, a także najwybitniejsze polskie dzieła sztuki średniowiecznej i renesansowej.  
Ożeniony w 1910 z Józefą Żarniewicz, miał czworo dzieci: Wita, Adama, Juttę i Andrzeja. 

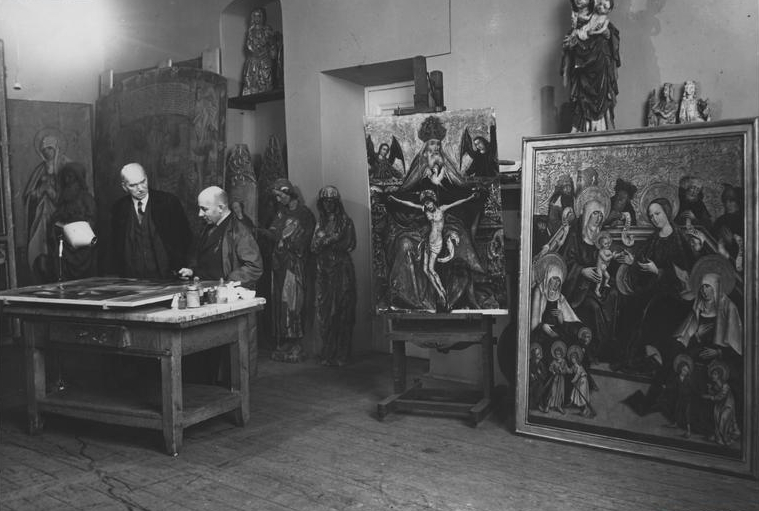
Jan Rutkowski (kierownik Pracowni Konserwacji Zabytków na Zamku Warszawskim) i jego zastępca Marian Leopold Słonecki wśród konserwowanych obrazów i rzeźb.

Zmarł 17 marca 1940 w Warszawie, pochowany na cmentarzu Powązkowskim (katakumby).

## Wybrane publikacje
- współautor: W. St. Turczyński, Konserwacja Cudownego Obrazu Matki Boskiej Częstochowskiej 1925–1926, Wyd. oo. Paulinów, Częstochowa, 1927.

## Ordery i odznaczenia
- Krzyż Oficerski Orderu Odrodzenia Polski (3 maja 1928)[1][2][3]
- Srebrny Krzyż Zasługi (10 listopada 1933)[4]